# 假嘔吐物

假嘔吐物

假嘔吐物是一個用橡膠或塑料盤設計的東西。看起來像嘔吐物。這是一個惡作劇經常使用的物件。